# Kanton Soustons
Kanton Soustons (francouzsky Canton de Soustons) je francouzský kanton v departementu Landes v regionu Akvitánie. Tvoří ho 11 obcí.

## Obce kantonu
- Angresse
- Azur
- Magescq
- Messanges
- Moliets-et-Maa
- Saint-Geours-de-Maremne
- Seignosse
- Soorts-Hossegor
- Soustons
- Tosse
- Vieux-Boucau-les-Bains